# Línea de sucesión presidencial de Argentina
| Línea sucesoria presidencial | Línea sucesoria presidencial         |
| ---------------------------- | ------------------------------------ |
| 1.º                          | Vicepresidente                       |
| 2.º                          | Presidente provisional del Senado    |
| 3.º                          | Presidente de la Cámara de Diputados |
| 4.º                          | Presidente de la Corte Suprema       |

La línea de sucesión presidencial de Argentina es el orden de los funcionarios que pueden acceder al cargo de presidente de la Nación Argentina en caso de acefalía presidencial, esto es, si el presidente en ejercicio deja el cargo por enfermedad, muerte, renuncia o es destituido (por juicio político de la Cámara de Diputados y condena posterior por el Senado).
La línea de sucesión está establecida por la Constitución de la Nación Argentina, en su artículo 88, y la ley de Acefalía Presidencial N.º 25 716 (modificatoria de la Ley N.º 20 972). La sucesión sigue el orden del vicepresidente de la Nación, quien deberá terminar el mandato inconcluso. De estar impedido también el vicepresidente, la línea de sucesión temporaria está compuesta en este orden: el presidente provisional del Senado, a falta de este, el presidente de la Cámara de Diputados, y a falta de ambos, el presidente de la Corte Suprema de Justicia, quienes deberán ejercer el cargo provisoriamente hasta que haya cesado la causa de inhabilidad o un nuevo presidente sea electo por la Asamblea Legislativa.

## Disposiciones constitucionales y legislación
- El Artículo 88 de la Constitución Nacional, coloca al vicepresidente primero en la línea de sucesión y le permite al Congreso proporcionar por ley los casos en los que ni el presidente ni el vicepresidente puedan asumir el cargo.

Artículo 88.- En caso de enfermedad, ausencia de la Capital, muerte, renuncia o destitución del Presidente, el Poder Ejecutivo será ejercido por el vicepresidente de la Nación. En caso de destitución, muerte, dimisión o inhabilidad del Presidente y vicepresidente de la Nación, el Congreso determinará qué funcionario público ha de desempeñar la Presidencia, hasta que haya cesado la causa de la inhabilidad o un nuevo presidente sea electo.
Sección II. Del Poder Ejecutivo. Capítulo primero. De su naturaleza y duración. Constitución de la Nación Argentina (1994)

- El Artículo 153 del Código Nacional Electoral, para el caso de que ya se hayan realizado las elecciones, señala que en caso de muerte o renuncia de cualquiera de los integrantes de la fórmula electa, se aplicará el artículo 88 de la Constitución, esto es, si el presidente electo no puede asumir el cargo por muerte o renuncia, lo reemplazará el vicepresidente electo. El Artículo 154 señala que, en caso de la muerte de ambos, se realizarán nuevas elecciones.[2]

Artículo 153.- En caso de muerte o renuncia de cualquiera de los candidatos de la fórmula que haya sido proclamada electa, se aplicará lo dispuesto en el articulo 88 de la Constitución Nacional.
Artículo 154.- En caso de muerte de los dos candidatos de cualquiera de las dos fórmulas más votadas en la primera vuelta electoral y antes de producirse la segunda, se convocará a una nueva elección.
Título VII. Sistema Electoral Nacional. Capítulo I. De la elección de Presidente y Vicepresidente de la Nación. Código Nacional Electoral

- La Ley 25 716 de Acefalía Presidencial que fue sancionada el 28 de noviembre de 2002, y promulgada el 7 de enero de 2003,[1]  señala en su Artículo primero que, en caso de que la vacancia de la presidencia y de la vicepresidencia sea definitiva, el presidente provisorio del Senado debe ejercer el poder ejecutivo hasta que el Congreso decida la sucesión definitiva en la Asamblea Legislativa. Si el presidente provisorio del Senado no puede asumir, el que ejerza será el presidente de la Cámara de Diputados, y si este estuviera también impedido, asume el presidente de la Corte Suprema de Justicia de la Nación. Según el artículo 6, este funcionario se desempeña agregándole a su cargo en ejercicio del Poder Ejecutivo.

- La Asamblea Legislativa es una de las pocas ocasiones institucionales en que ambas cámaras del Congreso (diputados y senadores) se reúnen conjuntamente. De acuerdo al Artículo 2, la Asamblea dispone de 48 horas para reunirse con quórum de dos tercios del total de los miembros, y en una sola reunión, presidida por el presidente del Senado, debe decidir acerca de la sucesión definitiva. La votación se realiza por mayoría absoluta de los presentes. En caso de empate, se vuelve a votar pero entre los dos candidatos más votados. Y si persiste el empate, se desempata con el voto del presidente de la Asamblea.

- En su Artículo cuarto, indica que, en caso de existir presidente y vicepresidente electos, estos automáticamente deberán ser designados para ocupar el cargo. De no ser así, la Asamblea deberá escoger entre los diputados y senadores del Congreso de la Nación y los gobernadores de provincia al funcionario que desempeñe el cargo acéfalo. Además, el elegido debe cumplir con los requisitos constitucionales exigidos en su Artículo 90 para ser presidente de la Nación, que son los mismos que en el caso de los senadores, agregándose el haber nacido en el territorio nacional o ser hijo de ciudadano nativo.  Este funcionario deberá prestar juramento según el artículo 93 de la Constitución Nacional.

## Historia
Durante la Guerra de la Triple Alianza (1865-1870), el presidente argentino Bartolomé Mitre asumió el mando de las tropas nacionales en el frente de batalla, delegando temporalmente sus funciones ejecutivas en el vicepresidente Marcos Paz. Sin embargo, el 2 de enero de 1868, Paz falleció a causa de una epidemia de cólera que afectaba a la ciudad de Buenos Aires, dejando acéfalo el Poder Ejecutivo ante la imposibilidad del regreso inmediato de Mitre.
Ante la ausencia de normativa constitucional o legal que regulara esa situación, el gabinete nacional —integrado por los ministros Guillermo Rawson (Interior), Juan Andrés Gelly y Obes (Guerra), Marcelino Ugarte (Relaciones Exteriores), Lucas González (Hacienda) y José Evaristo Uriburu (Justicia)— asumió colectivamente el gobierno de manera interina.
Como consecuencia de ese vacío institucional, el Congreso de la Nación Argentina sancionó la Ley N.º 252 el 19 de septiembre de 1868, estableciendo un orden sucesorio en caso de acefalía del Poder Ejecutivo. Según esta norma, en ausencia simultánea del presidente y del vicepresidente, ejercerá interinamente la presidencia:
- el presidente provisional del Senado,
- a falta de este, el presidente de la Cámara de Diputados,
- y, en ausencia de ambos, el presidente de la Corte Suprema de Justicia.

Quien asuma interinamente debía convocar a elecciones nacionales dentro de los treinta días siguientes y entregar el poder al presidente electo para completar el mandato vigente.
La Ley 252 fue derogada por la Ley 20.972 del 11 de julio de 1975, la cual mantuvo el mismo orden sucesorio pero introdujo modificaciones sustanciales. Estableció que los reemplazantes ejercerían el cargo con el título de “en ejercicio del Poder Ejecutivo” y suprimió el llamado a elecciones, sustituyéndolo por una convocatoria de la Asamblea Legislativa dentro de las 48 horas posteriores a la acefalía. Esta debía elegir, por mayoría absoluta de los presentes y entre los senadores, diputados y gobernadores de provincia, al nuevo presidente que completaría el mandato en curso.
Finalmente, la normativa fue modificada por la Ley 25.716 del 28 de noviembre de 2002, que introdujo ajustes gramaticales y estableció la posibilidad de que, en caso de existir autoridades electas —presidente y vicepresidente—, estas puedan asumir directamente para completar el mandato vacante.

## Aplicaciones

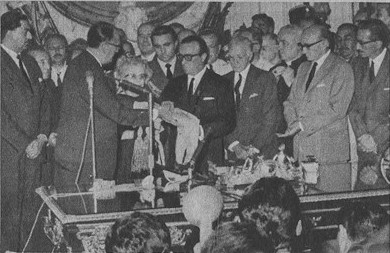
Asunción del presidente José María Guido, 29 de marzo de 1962.

La primera aplicación de la ley de Acefalía en Argentina ocurrió el 29 de marzo de 1962. El entonces presidente Arturo Frondizi fue derrocado por las Fuerzas Armadas y llevado a prisión, luego del triunfo del peronismo en las elecciones legislativas del 18 de marzo.
 Después del golpe, los jefes militares no se ponían de acuerdo en el modo de continuar. Esta situación fue aprovechada por el juez de la Corte Suprema, Julio C. Oyhanarte, y el ministro de Defensa, Rodolfo Martínez, políticos del frondizismo, quienes para mantener la democracia pensaron en una salida jurídica, y, ante la falta de vicepresidente por la renuncia de Alejandro Gómez en noviembre de 1958, convocaron a José María Guido, presidente provisional del Senado, en el Palacio de Justicia para que tomara el juramento de ley y así frustrar la asunción como presidente de facto del Gral. Raúl Poggi. Poco tiempo después, Guido realizó un pacto con las Fuerzas Armadas, donde se comprometió a intervenir las provincias y el Congreso, anular las elecciones de marzo de 1962, proscribir a los partidos Comunista y Peronista, y modificar las leyes de Acefalía, del sistema electoral y la ley de Asociaciones Profesionales. Posteriormente llamó a elecciones para julio de 1963 y entregó el mando el 12 de octubre de 1963 a Arturo Illia.
La segunda vez ocurrió el 13 de julio de 1973, cuando, ante la renuncia del presidente Héctor Cámpora, del vicepresidente Vicente Solano Lima, y del presidente provisional del Senado, Alejandro Díaz Bialet, el presidente de la Cámara de Diputados, Raúl Lastiri, asumió interinamente la presidencia de la Nación. Lastiri convocaría a elecciones presidenciales para el 23 de septiembre de 1973, 72 días después de su asunción, y entregó el mando el 12 de octubre de ese mismo año a la fórmula ganadora, Juan Domingo Perón - María Estela Martínez de Perón.

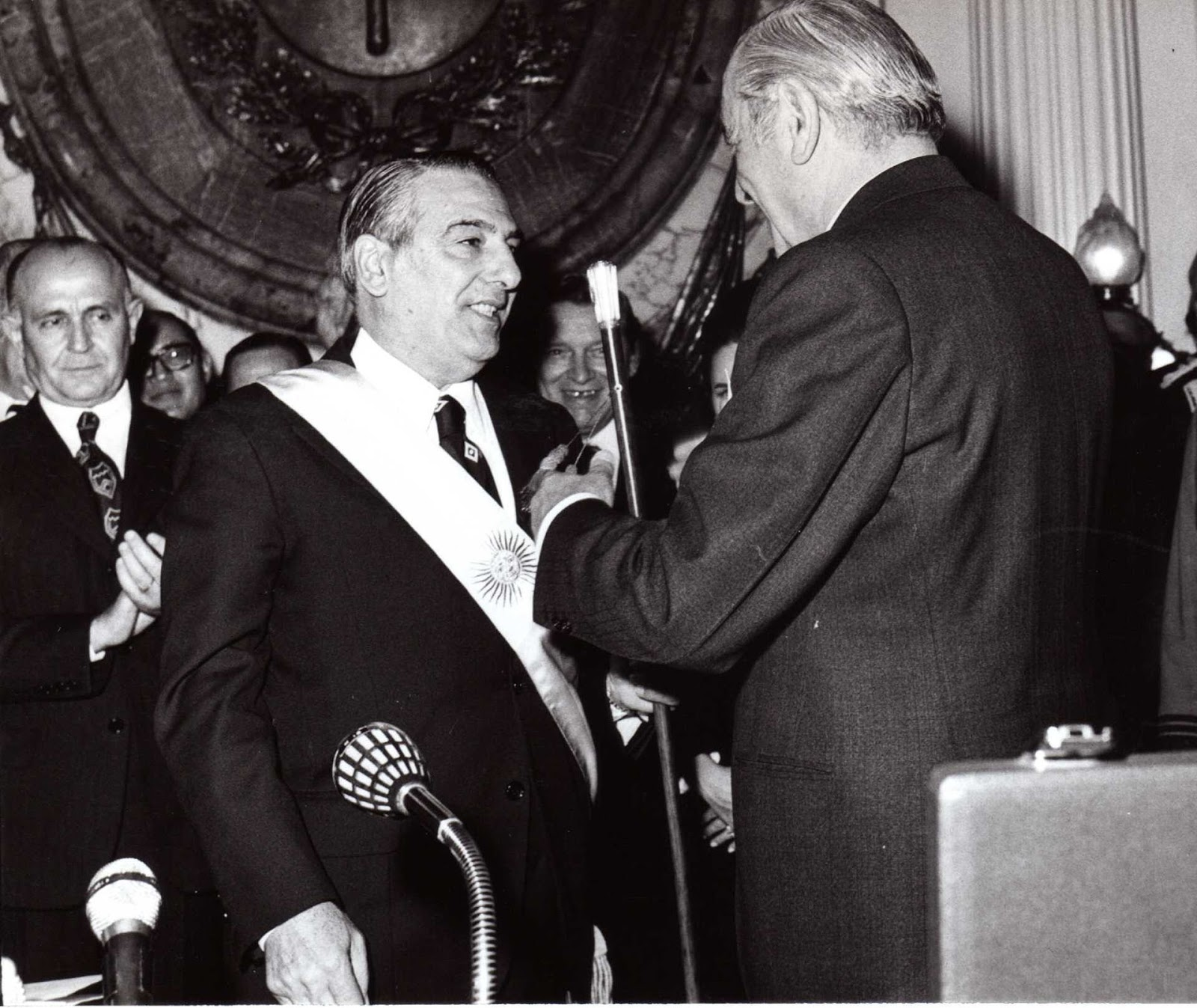
Héctor Cámpora le entrega el mando al por entonces nuevo presidente Raúl Lastiri, 13 de julio de 1973.

Posteriormente el 1 de julio de 1974, Perón fallece víctima de una enfermedad cardíaca y asume su vicepresidenta, su viuda María Estela Martínez de Perón. El 13 de septiembre de 1975, la presidenta solicita al Congreso un periodo de licencia por problemas de salud, asumiendo el cargo provisoriamente el presidente provisional del Senado, Ítalo Argentino Luder, quien nombra nuevos ministros del Interior, de Relaciones Exteriores y de Defensa en el Gabinete y firma los últimos tres decretos de aniquilamiento, donde se extiende a todo el territorio nacional el alcance del decreto 261/75 que da intervención a las fuerzas armadas en la lucha antisubversiva, ante el desborde de las fuerzas policiales. El 17 de octubre, Martínez de Perón reasume su cargo.

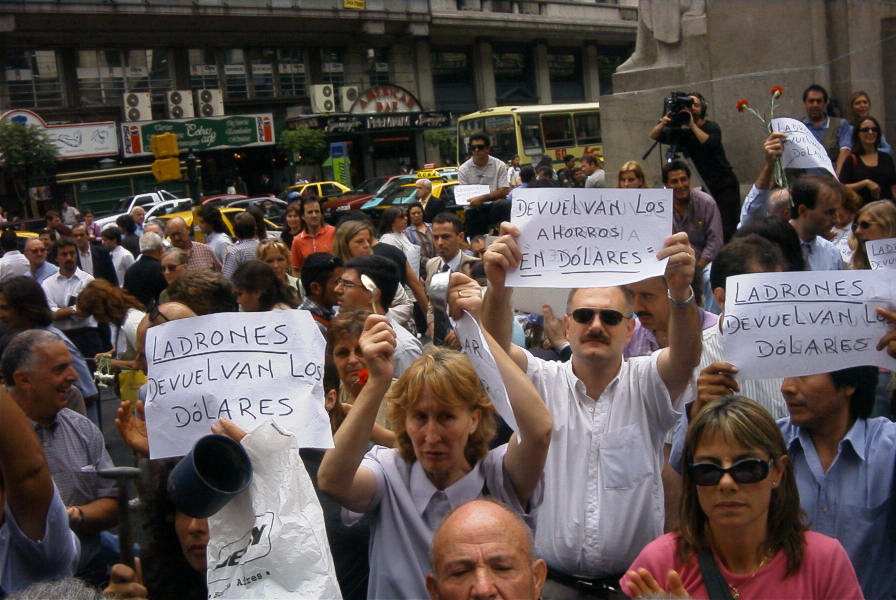
Manifestación por el Corralito en las calles de Buenos Aires, 19 de diciembre de 2001.

La aplicación más extendida de la ley ocurrió entre diciembre de 2001 y enero de 2002, un periodo conocido en Argentina como la semana de los cinco presidentes. El día 21 de diciembre de 2001, el presidente Fernando de la Rúa renunció a su cargo, en el medio de una grave crisis económica, sumado a violentos disturbios, la fuerte represión policial y el retiro de apoyo por parte de su partido, la Unión Cívica Radical, y de la oposición, el partido Justicialista, para formar un gobierno de coalición. Ante la falta de vicepresidente, por la renuncia de Carlos Chacho Álvarez en octubre del 2000, el presidente provisional del Senado, Federico Ramón Puerta, asume provisoriamente la presidencia, bajo el título de presidente provisional del Senado en ejercicio del poder ejecutivo, y convocó a la Asamblea Legislativa para el 23 de diciembre, donde resulta elegido el gobernador de la provincia de San Luis, Adolfo Rodríguez Saá, en la primera votación con 169 votos afirmativos contra 138 negativos, y se estableció que se convocarían a elecciones para el 3 de marzo de 2002 bajo el sistema de lemas, para que el candidato electo complete el mandato inconcluso.

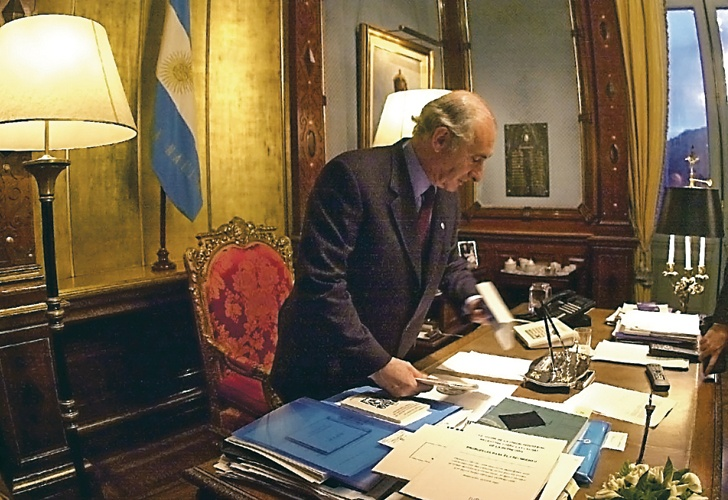
De la Rúa retirando objetos de su escritorio tras presentar la renuncia.

Rodríguez Saá anunciaría la suspensión de la deuda externa y la creación de una nueva moneda, el Argentino, pero siete días después, el 30 de diciembre, y tras una reunión frustrada con los gobernadores en la residencia de veraneo de Chapadmalal, viajó hacia su provincia natal y desde allí renunció al cargo. Al día siguiente, Puerta también renuncia a su cargo de presidente provisional del Senado, por lo que el presidente de la Cámara de Diputados, Eduardo Camaño, asume provisoriamente la presidencia bajo el título de presidente de la Cámara de Diputados en ejercicio del poder ejecutivo, y convocó nuevamente a la Asamblea Legislativa el 1 de enero de 2002 para aceptar la renuncia de Rodríguez Saá y nombrar a un nuevo presidente, esta vez, el senador por la provincia de Buenos Aires, Eduardo Duhalde en primera votación por 262 votos afirmativos, 21 en contra y 18 abstenciones, con mandato hasta el 10 de diciembre de 2003. Duhalde anunció el fin de la paridad peso - dólar estadounidense y la flexibilización del corralito que afectaba a los plazos fijos, pasando el límite de 200 pesos a 1000 pesos mensuales.
En octubre del 2002, el presidente Duhalde envió un proyecto de ley con el cronograma electoral para convocar a elecciones el 30 de marzo de 2003 (posteriormente se correría al 27 de abril) y su renuncia al cargo para el 25 de mayo de 2003, aquejado por las marchas bajo el lema Que se vayan todos y los asesinatos de Kosteki y Santillán. Además, elevó otro proyecto de ley donde se reformaba la ley de Acefalía y permitir que si hubiera presidente electo, este asuma para completar el mandato inconcluso y luego iniciar su periodo de cuatro años. El proyecto fue aprobado el 29 de noviembre de 2002. El 27 de abril de 2003 se celebraron elecciones, donde ningún candidato alcanzó los votos necesarios para ganar, por lo que los dos candidatos del partido Justicialista, el expresidente Carlos Menem, con 24% de los votos, y el gobernador de la provincia de Santa Cruz, Néstor Kirchner, con 22%, iban a disputar una eventual segunda vuelta. El 14 de mayo, ante las encuestas que daban ganador a Kirchner, Menem renuncia a presentarse al balotaje, por lo que Kirchner era el presidente electo. El 25 de mayo de 2003, por ley de Acefalía, Néstor Kirchner asumió anticipadamente la presidencia, ante la renuncia de Duhalde, y completó el mandato iniciado por De la Rúa el 10 de diciembre de 2003, fecha en que comenzó su propio mandato de cuatro años.
Finalmente, el 9 de diciembre de 2015, la jueza María Servini de Cubría emitió un fallo donde limitó el mandato de Cristina Fernández de Kirchner para que finalice ese mismo día a las 24:00, debido a la falta de acuerdo en las condiciones de la entrega de mando al presidente electo, Mauricio Macri. Por lo tanto, Federico Pinedo, presidente provisional del Senado, asume el 10 de diciembre de 2015 durante 12 horas para cumplir el deseo de Macri de jurar en la casa de gobierno, bajo el título de presidente provisional del Senado en ejercicio del poder ejecutivo.

### Presidencia por sucesión
La siguiente es una lista de presidentes que asumieron de forma permanente por sucesión constitucional a falta del presidente titular, desde la instauración de la ley de acefalía en 1868.
| Titular | Titular                 | Gestión   | Motivo                            | Sucesor | Sucesor                        | Gestión   | Cargo anterior                                    |
| ------- | ----------------------- | --------- | --------------------------------- | ------- | ------------------------------ | --------- | ------------------------------------------------- |
|         | Miguel Juárez Celman    | 1886-1890 | Renunció                          |         | Carlos Pellegrini              | 1890-1892 | Vicepresidente de la Nación                       |
|         | Luis Sáenz Peña         | 1892-1895 | Renunció                          |         | José Evaristo Uriburu          | 1895-1898 | Vicepresidente de la Nación                       |
|         | Manuel Quintana         | 1904-1906 | Falleció                          |         | José Figueroa Alcorta          | 1906-1910 | Vicepresidente de la Nación                       |
|         | Roque Sáenz Peña        | 1910-1914 | Falleció                          |         | Victorino de la Plaza          | 1914-1916 | Vicepresidente de la Nación                       |
|         | Roberto Marcelino Ortiz | 1938-1942 | Renunció                          |         | Ramón Castillo                 | 1942-1943 | Vicepresidente de la Nación                       |
|         | Arturo Frondizi         | 1958-1962 | Derrocamiento por golpe de Estado |         | José María Guido               | 1962-1963 | Presidente provisional del Senado                 |
|         | Héctor Cámpora          | 1973      | Renunció                          |         | Raúl Lastiri                   | 1973      | Presidente de la Cámara de Diputados              |
|         | Juan Domingo Perón      | 1973-1974 | Falleció                          |         | María Estela Martínez de Perón | 1974-1976 | Vicepresidenta de la Nación                       |
|         | Raúl Alfonsín           | 1983-1989 | Renunció                          |         | Carlos Saúl Menem              | 1989-1999 | Presidente electo                                 |
|         | Fernando de la Rúa      | 1999-2001 | Renunció                          |         | Adolfo Rodríguez Saá           | 2001      | Gobernador de la provincia de San Luis            |
|         | Adolfo Rodríguez Saá    | 2001      | Renunció                          |         | Eduardo Duhalde                | 2002-2003 | Senador nacional por la provincia de Buenos Aires |
|         | Eduardo Duhalde         | 2002-2003 | Renunció                          |         | Néstor Kirchner                | 2003-2007 | Presidente electo                                 |

## Línea sucesoria actual
| N.º | Cargo                                 | Titular             | Imagen | Partido | Partido                                 | En el cargo desde       |
| --- | ------------------------------------- | ------------------- | ------ | ------- | --------------------------------------- | ----------------------- |
| 1.º | Vicepresidenta de la Nación Argentina | Victoria Villarruel |        |         | Partido Demócrata (La Libertad Avanza)  | 10 de diciembre de 2023 |
| 2.º | Presidente Provisional del Senado     | Bartolomé Abdala    |        |         | La Libertad Avanza (La Libertad Avanza) | 13 de diciembre de 2023 |
| 3.º | Presidente de la Cámara de Diputados  | Martín Menem        |        |         | La Libertad Avanza (La Libertad Avanza) | 10 de diciembre de 2023 |
| 4.º | Presidente de la Corte Suprema        | Horacio Rosatti     |        |         | Partido Justicialista                   | 1 de octubre de 2021    |